# Josef Pichler & Söhne
Das Unternehmen Josef Pichler & Söhne war eine bedeutende Hutfabrik in Graz, Steiermark.

## Geschichte

Ansicht der Fabrik Josef Pichler & Söhne (um 1900)

Der Hutmacher Josef Pichler (1824–1864) gründete in Hartberg (Steiermark) ein Hutmachergeschäft. 1857 übersiedelte er mit dem Betrieb nach Graz und errichtete 1848 am Grieskai die Hutfabrik Josef Pichler & Söhne. Sein Hauptaugenmerk richtete er auf die Fertigung von steirischen Lodenhüten für Jagd- und Touristenzwecke. Da die Nachfrage stark anstieg, setzte Pichler in der Produktion vermehrt Maschinen ein. Nachdem seine Söhne Josef und Anton im Inland, in Deutschland, Frankreich und den USA Erfahrungen im Hutmachergewerbe erworben hatten, traten sie im Jahre 1880 in die Firma ein.
Das Unternehmen vergrößerte sich schnell. Inzwischen wurden ausschließlich Lodenhüte fabriziert. Die Fabrik erreichte, was Güte und Geschmack der Formen anbelangte, beinahe Unnachahmliches. Die Hüte wurden nicht nur im Inland verkauft, sondern auch nach Deutschland und in die Schweiz exportiert. Auch der Hochadel gehörte zu Pichlers Kunden. Er wurde zum Herzoglich Sachsen-Meiningen'schen Hof-Hutfabrikanten ernannt. Auf Grund der hohen Qualität der Produkte erhielt die Firma die Auszeichnung des k.k. Hoftitels. Die Fabrik nannte sich nun k.u.k. Hof-Hutfabrik.
Die bisherige Betriebsstätte wurde immer unzureichender, so dass im Jahre 1879 ein Neubau an der Körösistraße 1 in Graz errichtet wurde. Die Einrichtung entsprach den damals modernsten, technischen Anforderungen. Das Haus lag am rechten Ufer des damals bestehenden linken oberen Mühlgangs.
Nach dem Tod des Teilhabers Josef Pichler sen. und seinem Sohn Anton Ende der 1890er Jahre ging das Unternehmen in den Besitz des jüngeren Sohnes Josef jun. über. Um 1900 wurde der Betrieb nochmals vergrößert, da sich die bestehenden Gebäude für den steigenden Betrieb abermals als zu klein erwiesen hatten.
Das Unternehmen konnte trotz der Wirren des Ersten Weltkrieges und des Zusammenbruchs der Monarchie weiter bestehen. 1930 wurde der aus Wien stammende 24-jährige Chemietechniker Gustav Scherbaum (1906–1991) vom Wiener Arbeitsamt an das Unternehmen Pichler als Färbereitechniker vermittelt. Er wurde später zum Bürgermeister der Stadt Graz gewählt.
Im Zweiten Weltkrieg produzierte die Firma Tropenhelme für die Wehrmacht, die diese im Afrikafeldzug benötigte.